# Квинт Фабий Максим Емилиан
Вижте пояснителната страница за други личности с името Квинт Фабий Максим.
Квинт Фабий Максим Емилиан (на латински: Quintus Fabius Maximus Aemilianus; * 186 пр.н.е.; † 130 пр.н.е.) e политик на Римската република през 2 век пр.н.е.

## Биография
Син е на Луций Емилий Павел Македоник от първия му брак с Папирия Мазониз и с две години по-стар брат на Публий Корнелий Сципион Емилиан Африкански. От втория си брак баща му Емилий Павел има още двама сина и той дава първородените си синове след 179 пр.н.е. за осиновяване. Квинт е осиновен от Квинт Фабий Максим (претор 181 пр.н.е.), внук на прочутия Квинт Фабий Максим Верукоз.
Младият Фабий участва през 168 пр.н.е. при родния си баща, който е главнокомадващ в битката при Пидна, против македонския цар Персей. Той занася новината за победата при битката в Сената. През 167 пр.н.е. се връща на бойното поле и се бие против македонски градове и след това с Публий Корнелий Сципион Назика Коркул против бунтуващи се илирийци. Затова има право да участва в триумфа на баща си в Рим.
През 154 пр.н.е. е пратеник с делегация в Пергамон, а през 149 пр.н.е. става претор и получава за управление провинция Сицилия. През 145 пр.н.е. е избран за консул заедно с Луций Хостилий Манцин. Изпратен е в Испания да се бие против лузитаните и остава там като проконсул (144 – 143 пр.н.е.).
При брат си Сципион той командва през 134 – 132 пр.н.е. в Испания половината от войската, която обсажда Нуманция.

## Деца
- Квинт Фабий Максим Алоброгик, организира погребението на чичо му Сципион († 129 пр.н.е.).